# عالي سر
عالي سر هي قرية في مقاطعة طالقان، إيران. يقدر عدد سكانها بـ 16 نسمة بحسب إحصاء 2016.